# District de Zhanhe
Le district de Zhanhe (湛河区 ; pinyin : Zhànhé Qū) est une subdivision administrative de la province du Henan en Chine. Il est placé sous la juridiction de la ville-préfecture de Pingdingshan.